# Алей (река)
Алѐй е река в Казахстан, Източноказахстанска област и Русия, Алтайски край ляв приток на река Об. Дължината ѝ е 858 km, която ѝ отрежда 57-о място по дължина сред реките на Русия.
Река Алей води началото си от Тигирецкия хребет в планината Алтай, в Казахстан, Източноказахстанска област, на 790 m н.в. и след около 15 km навлиза на територията на Русия, Алтайски край. Горното течение на реката е от извора ѝ до село Староалейское и преминава покрай ридовете на Тигирецкия и Коливанския хребети на планината Алтай. Първите 40 km Алей представлява бурен планински поток с наклон от 10,9%, с тясно и каменисто корито. По-надолу долината ѝ се разширява и се появява широка до 25 – 40 m заливна тераса, по която реката меандрира, а наклонът ѝ рязко се понижава до 0,88 – 1,47%. Средното течение се простира от село Староалейское до село Поспелиха. В този участък, а след това и до устието си реката протича през обширното Приобско плато. Тук долината ѝ е широка от 3 до 5 km, като десният ѝ бряг е висок (10 – 13 m) и стръмен, разчленен от десните ѝ притоци, а левият – полегат и опороен. Заливната тераса е широка от 1,5 до 3 km След село Локот Алей завива на север, а след това на североизток долината още повече се разширява до 5 – 8 km. Заливната тераса е двустранна с ширина до 4 – 5 km, набраздена от успоредни на основното течение протоци и изоставени старици. В долното течение Алей се врязва в Приобското плато на 60 – 70 m, а долината ѝ се стеснява до 3 – 4 km. Склоновете ѝ са стъмни и дълбоко разчленени от долините и деретата на малки и къси притоци. Заливната тераса е тясна, суха, затревена и обрасла с храсталаци. Река Алей се влива отляво в река Об, при нейния 3490 km, на 136 m н.в., на 4 km североизточно от село Уст Алейское, Алтайски край.
Водосборният басейн на Алей обхваща площ от 21 100 km2, което представлява 0,71% от водосборния басейн на река Об. Във водосборния басейн на реката попадат части от териториите на Източноказахстанска област в Казахстан и Алтайски край в Русия.
Границите на водосборния басейн на реката са следните:
- на изток – водосборния басейн на река Чариш, ляв приток на Об;
- на юг – водосборния басейн на река Иртиш, ляв приток на Об;
- на запад и северозапад – водосборните басейни на река Барнаулка, ляв приток на Об и други малки реки течащи в безотточната област, разположена между Об и Иртиш.

Река Алей получава 39 притока с дължина над 10 km, като само един от тях е с дължина над 100 km: река Поперечная (десен приток) 106 km, 1 690 km2, влива се при село Шипуново, Алтайски край.
Подхранването на река Алей е смесено, като преобладава снежното. Среден годишен отток 33,8 m3/s. От април до юни продължава пролетното пълноводие на реката, като през този период нивото се покачва до 5 – 7 m, а през есенното маловодие нивото е от 0,2 до 1 m. Замръзва в средата на ноември, а се размразява в началото на април.
По течението на реката в Алтайски край са разположени: градовете Рубцовск и Алейск и селата Староалейское и Поспелиха (районни центрове),
При село Гилево, Алтайски край през 1981 г. е изградена преградната стена на Гилевското водохранилище. След неговото изграждане оттокът на реката в средното и долно течение е урегулиран и не се наблюдават екстремни наводнения и заливания на обширни райони в долината на реката. Водите на Алей се използват основно за напояване на обработваемите земи покрай течението ѝ, като за целта през 1933 г. е изградена Алейската напоителна система, която в началото е осигурявала вода за 11 хил.ха, а след нейното разширение – 50,6 хил. ха.